# جودی ازونی
جودی ازونی فیلسوف، شاعر و ادیب آمریکایی و استاد دانشگاه تافتز است. او دوره کارشناسی و کارشناسی ارشد را در دانشگاه نیویورک و دوره دکتری را در دانشگاه شهری نیویورک گذرانده‌است.